# 東禅寺 (今治市)
東禅寺（とうぜんじ）は、愛媛県今治市蔵敷町2-14-2（本坊 南宝来町）にある真言宗醍醐派の寺院。本尊は等身の薬師瑠璃光如来立像で、樹ノ本お薬師さんと呼ばれる。
本堂（薬師堂）は明治37年（1904）8月29日に当時の古社寺保存法に基づく特別保護建造物（文化財保護法における重要文化財に相当）に指定されたが、昭和20年（1945）8月6日の今治空襲で焼失。

## 歴史・沿革
- 東禅寺の歴史は極めて古く、伊予国（愛媛県）の豪族、越智氏、河野氏、今治城主藤堂氏、松平（久松）氏の帰依厚く隆盛を極めた。
- 推古天皇10年(602年)、夷狄鉄人が大陸より兵八千を率いて九州に進攻し京都を窺おうとした時、伊予国司小千（越智）益躬公勅命を受けて兵庫蟹坂の地にて激戦の末これらを討ち取ったが、多数の臣下を失いその菩提を弔う為に堂宇を建立し東禅寺と號したのが始まり。慶雲元年(704年)10月、文武帝の詔により益躬公の勲功を賞し、太政大臣の位を贈られ、東禅寺に隣接する鴨部神社の祭神 鴨部大神として祀られた。
- 本尊の薬師瑠璃光如来（今治市指定文化財）は、越智玉澄公の命により天平元年（729年）8月、行基律師が巡錫の際に霊樹の根幹にて等身の尊象を自作し安置されたと伝わる。
- 観音堂に祀られている観音像は、天智天皇2年(663年)、百済の白村江の戦いにて日本の水軍が、唐、新羅の連合軍に大敗し、越智郡主越智直公が捕虜となった際に一体の仏様を見つけ、一心に無事の帰国を念じたところ、その願いが叶い帰国することができたため、堂宇を建立し丁重に安置されたと伝えられている。
- 延久5年（1073年）伊予国司源頼義公、伊予介河野親経公と共に同志して七堂伽藍が再建される。
- 文治元年（1185年）11月 伊予国守護河野伊豫守越智朝臣通信公により七堂伽藍が再建される。伊予国の守護職であった通信公は、東禅寺でご生誕、ご成人されたと伝えられている。承久の乱では鎌倉に赴き後鳥羽院方に参じたが敗軍となり奥州平泉に配流され、貞応2年（1223）5月19日、御年68歳で生涯を閉じる。戒名を東禪寺殿前豫州大守觀光西念大居士。通信公御孫、時宗開祖一遍上人により位牌奉納があり、また一族遺骨をわけて当山に埋葬し通信公の菩提寺となる。
- 元弘3年（1333年）11月 河野備後守通綱公七堂伽藍を再建。
- 文中3年（1374年）3月 法王覚理並びに聖尊王門脇中納言、小笠原勢との合戦にて伽藍灰燼し寺領を没収される。
- 文明3年（1471年）河野通昭公により伽藍再建、寺領奉納。
- 永正15年（1518年）河野通宣公により本堂（薬師堂・後に国宝）再建。
- 天正13年（1585年）8月 秀吉四国征伐の時当山陣営となり、兵火の為宝物灰燼する。
- 慶長16年（1611年）寛永9年（1632年）に今治城主藤堂高吉公により本堂修膳。
- 寛文2年（1662年）城主松平定房公により伽藍補修整備。
- 文化2年（1805年）城主松平定剛公により本堂修膳。
- 慶応4年（1868年）城主松平定剛公より本堂修膳費として銀十枚を被る。
- 明治26年（1893年）内務省より建物保存資金として五拾円を受ける。
- 明治37年（1904年）8月29日 通宣公により再建された本堂は、室町期の作として国宝の指定を受ける。
- 昭和9年（1934年）本堂（薬師堂）の全解体修理が行われる。
- 昭和10年（1935年）文部省より六千三百円、今治市より七百円を賜る。薬師堂の全解体修理が行われる。
- 昭和20年（1945年）8月6日の大東亜戦争今治空襲により薬師堂焼失（焼失文化財 文化庁）。本尊薬師瑠璃光如来は、空襲前に時の住職堅城和尚が疎開させ難を逃れる。
- 現薬師堂は、解体修理された際の文部技官による記録と、愛媛県庁に残されていた図面に基づき、昭和31年（1956年）に再建されたものである。
- 空襲により松並木の参道を失い、また昭和28年（1953年）戦後今治市都市計画法により境内の間に市道が通ることとなり、本来の境内地の姿を失いながらも法燈を護り現在に伝えている。

## 旧本堂（薬師堂）
東禅寺本堂（樹之本薬師堂）一棟
- 所有者：東禅寺
- 所在地：愛媛県今治市蔵敷
- 指定年月日：明治37年8月29日
- 焼失年月日：昭和20年8月6日
- 構造形式：方三間、単層、屋根入母屋造、本瓦葺
- 東禅寺薬師堂は、墨書によって永正15年（1518）の建立であることが明らかである。昭和9年（1934）に解体修理が行われた。
- 堂は方三間唐様仏殿である。粽付円柱に礎盤を置き、貫を通し台輪をのせ、出三斗組詰組を設け、大疎垂木二軒の上に入母屋造、本瓦葺屋根を置いている。柱間装置をみると、正面は中央間桟唐戸、両脇間花頭窓と弓欄間、側面は中央間が花頭窓と弓欄間で他は板壁、背面は三間通しの庇が突出して、その中央間に桟唐戸を開く。内部は前後に大虹梁をかけわたし、その上に蟇股を置いて方一間の板天井を支える。この蟇股部からは側桁に向かい海老虹梁がかかっている。床は土間床で来迎壁前に須弥壇を造り、上に厨子を置く。厨子も堂と同時の作である。
- この堂は唐様三間仏殿の一つであるが、構架に特異な手法が見られる点、興味深いものであった。（戎光祥出版『【新版】戦災等による焼失文化財 20世紀の文化財過去帳』文化庁編より抜粋）

## 境内
- 山門
- 本堂（薬師堂）：薬師瑠璃光如来・日光菩薩・月光菩薩・十二神将・四天王・両界曼荼羅・八祖大師
- 観音堂：如意輪観世音菩薩・弘法大師・阿弥陀如来・不動明王・両界曼荼羅・八祖大師
- 本坊 持仏間：地蔵菩薩・両界曼荼羅
- 地蔵堂
- 文殊菩薩石像
- 河野通信公供養塔

## 寺宝・史料
- 薬師瑠璃光如来立像（今治市指定文化財）
- 河野氏家系図
- 豫陽河野家譜姓氏録 全
- 豫陽河野史考 完
- 得居（河野）通栄公ご祈祷依頼状
- 東禅寺略縁起
- 藤堂高吉公寄進状
- 河野通信公位牌
- 初代内閣総理大臣伊藤博文公爵位牌
- 織部式灯籠台（キリシタン灯籠）

## ご縁日
- 伊予府中21ヶ所霊場 弘法大師参り（旧1月5日）
- 弘法大師正御影供（旧3月21日）
- お釈迦様降誕会・花祭り（旧4月8日）
- 如意輪観世音菩薩ご縁日（5月18日）
- 薬師瑠璃光如来ご縁日（旧6月7日）
- お釈迦様成道会・臘八（12月8日）

## 所在地
- 本堂：愛媛県今治市蔵敷町2-14-2
- 本坊：愛媛県今治市南宝来町3-7-8

## アクセス
今治駅東口から徒歩約15分、距離にして1.1km。